# Péril blanc
Pour plus de détails, voir Fiche technique et Distribution.
Péril blanc ou Meurtres en Savoie est un téléfilm franco-belge réalisé par Alain Berliner en 2017.
Cette fiction est une coproduction de Banijay Studios France, Be-FILMS et la RTBF (télévision belge), réalisée avec la participation de France Télévisions, de la Radio télévision suisse (RTS) et de TV5 Monde, ainsi que le soutien de la région Auvergne-Rhône-Alpes.

## Synopsis
La saison d'hiver débute dans la paisible station savoyarde de Méribel, quand le cadavre d'un homme couvert d'une peau de loup, du sang humain sur les lèvres et une balle en argent dans le cœur est retrouvé en haut du télésiège. Une mise en scène qui s'inspire des loups-garous. Les enquêteurs,  le commandant George Kessler et sa fille Clara lieutenant de gendarmerie, sont certains que le crime est lié à la lutte entre éleveurs et écologistes qui fait rage depuis la réintroduction du loup dans la vallée. Dans le village, les théories les plus folles circulent. Mais ce meurtre pourrait bien révéler des secrets enfouis qui touchent directement les Kessler,...

## Fiche technique
- Titre : Péril blanc
- Réalisation : Alain Berliner
- Scénario : Thomas Perrier (idée originale), Fabienne Lesieur et Aurélie Belko
- Sociétés de production : Banijay Studios France, Be-FILMS et la RTBF (télévision belge)
- Musique : Jean-Pierre Taïeb
- Pays de production :  France /  Belgique
- Genre : thriller
- Durée : 1 h 36 minutes
- Dépôt légal : 2017
- Dates de première diffusion : 
  - Belgique : 11 mars 2018 sur La Une
  - Suisse : 16 mars 2018 sur RTS Un
  - France : 6 janvier 2018 sur France 3

## Audience
- France : 4,476 millions de téléspectateurs (première diffusion) (19,5 % de part d'audience)
- France : 2,33 millions de téléspectateurs (rediffusion du 26 septembre 2019) (11,8 % de part d'audience)[5]

## Distribution
- Christophe Malavoy : Georges (commandant de gendarmerie)
- Armelle Deutsch : Clara (lieutenant de gendarmerie)
- Guillaume Cramoisan : Thibault
- Fatou N'Diaye : Flore (lieutenant de gendarmerie)
- Frédéric Andrau : Mathieu
- Manoëlle Gaillard : Renée
- Yann Pradal : Sam
- Élisabeth Commelin : Rose
- Marie Vincent : Françoise - bar woman
- Gabrielle Atger : Sophie
- Philippe Landoulsi : le légiste
- Tristan Pagès : Alexandre Diotat
- Virginie Arnaud : Annie Verdier
- Maxence Pupillo : l'ado au refuge louveteaux
- Patrice Sandeau : le chirurgien
- Olivier Pajot : Bernard
- Catherine Demaiffe : Solène
- Vincent Boubaker : Tonio
- Frédéric Sandeau : homme au bar
- Johanna Tixier : Agnès
- Fabienne Courvoisier : Corinne
- Mathieu Duboclard : gendarme
- Bruno Munda : le banquier
- Franck Ziatni : animateur radio
- Philippe Koa : participant émission radio

## Tournage
Le tournage s’est déroulé à Méribel et ses environs.